# Le Corbeau (Doctor Who)
Le Corbeau est le dixième épisode la saison 9 de la série Doctor Who, diffusé sur la BBC le 21 novembre 2015. Dans cet épisode, Joivan Wade reprend son rôle de À plat.

## Accroche
Le Docteur, Clara, ainsi que leur ami Rigsy, se retrouvent dans un monde secret, replié dans une dimension cachée au cœur des rues de Londres. 
Une chose terrible est sur le point de se produire et bientôt plus rien ne sera jamais comme avant. Le Docteur aura sa vie changée à tout jamais.

## Distribution
- Peter Capaldi : Le Docteur
- Jenna Coleman : Clara Oswald
- Maisie Williams : Ashildr
- Joivan Wade : Rigsy
- Naomi Ackie : Jen
- Simon Manyonda : Kabel
- Simon Paisley Day : Rump
- Letitia Wright : Anahson
- Robin Soans : Le garçon au verrou quantique
- Angela Clerkin : Femme extra-terrestre
- Caroline Boulton : Femme Habrian
- Jenny Lee : Vieille femme

## Résumé
Rigsy contacte Clara et le Docteur grâce au téléphone du TARDIS pour leur demander de l'aide. Ils apprennent qu'il n'a aucun souvenir des événements de la journée précédente, son téléphone portable est cassé et effacé, mais il a maintenant un tatouage sur la nuque qui est un compte à rebours. Le Docteur le scanne avec le TARDIS, découvrant qu'il a été en contact avec des extraterrestres la veille, et qu'il va mourir quand le compte à rebours arrivera à zéro. Bien que le Docteur estime qu'il n'y a rien qu'il puisse faire, Clara insiste pour qu'il essaye. En supposant la présence d'extra-terrestres qui se cachent à Londres, les trois amis cherchent une rue-piège où ils pourraient se cacher. Ils finissent par la trouver, et à l'intérieur, découvrent plusieurs individus extra-terrestres, qui utilisent un système de filtre psychique pour les faire apparaître comme humains. La rue est dirigée par Moi (Ashildr), qui agit en tant que maire. Elle explique que les étrangers ici sont des réfugiés, et que Rigsy avait été condamné à mort pour avoir tué Anah, une femme médium à deux faces venant de Janus. Rigsy a eu une injection de Retcon afin d'oublier ce qui est arrivé, et le compte à rebours doit lui donner le temps de dire au revoir à ses proches. Le tatouage est un verrou quantique qui amène une ombre quantique, apparaissant normalement sous la forme d'un corbeau à son porteur. Peu importe où il pourrait fuir, à travers le temps et l'espace, le corbeau le retrouvera pour le tuer. Le Docteur et Clara croient que Rigsy a été manipulé dans le but d'être assassiné, et Ashildr leur permet d'enquêter sur l'affaire, mais leur dit qu'ils doivent convaincre ceux qui vivent dans la rue de l'innocence de Rigsy pour maintenir la trêve précaire entre les différentes espèces exotiques qui y vivent.
Clara décide de demander à Rigsy son verrou quantique, croyant qu'elle est en sécurité car Ashildr lui a apporté la garantie personnelle de sa protection éternelle. Le Docteur découvre que Rigsy avait appelé le docteur, quand il a été trouvé dans la rue le jour précédent, et estime que c'est en réalité Ashildr qui essayait de le contacter. Ils parlent à Anahson, fille d'Anah qui est obligée de s'habiller comme un homme pour cacher sa capacité de voir le passé et l'avenir, et confirme que Moi a tout manigancé pour amener le Docteur à elle. Ils retournent à l'endroit où le corps d'Anah est conservé avant son retour pour Janus, mais trouvent que c'est en réalité une chambre de stase, avec une serrure pour la désactiver. Le Docteur vient à croire que la clé du TARDIS sert à la déverrouiller, et utilise la clé sur la serrure : le panneau emprisonne son bras temporairement pour y placer un bracelet de métal autour tandis qu'Anah est libérée, en vie. Moi arrive, et explique que le bracelet est un dispositif de téléportation, un moyen d'envoyer le Docteur ailleurs pour maintenir la paix dans la rue, et lui demande son disque de confession avant qu'elle ne l'active. Quand elle cherche à enlever le verrou quantique de Rigsy, le transfert sur Clara est découvert et Moi l'avertit qu'elle avait organisé le premier verrou quantique avec l'ombre quantique, l'assurant d'une âme qu'elle pouvait détruire avec l'intention de ne tuer personne d'autre. Mais le transfert de Clara a brisé les termes de ce contrat et il n'y a rien qui pourrait être fait pour sauver Clara.
Le Docteur commence avec colère à attaquer verbalement Moi, en essayant de la forcer à sauver Clara, mais elle le supplie de ne pas être en colère. Elle passe ses derniers moments avec le Docteur, lui demandant s'il est fier d'elle pour sa bravoure et l'avertit qu'il sera désormais seul et qu'elle ne veut pas être vengée, lui faisant promettre que personne d'autre ne sera blessé à la suite de sa mort. Après avoir dit adieu au Docteur, elle sort dans la rue pour affronter le corbeau seule, acceptant sa décision, et meurt devant le Docteur. Le Docteur revient à l'intérieur avec Rigsy et Ashildr, la prévenant que le message de Clara était plus dirigé pour elle que pour lui, et qu'elle doit dorénavant le craindre. Moi active alors le bracelet de téléportation, en envoyant le Docteur dans un lieu inconnu.
Dans la scène post-crédits, Rigsy est vu en train de peindre l'extérieur du TARDIS abandonné comme un mémorial fleuri en l'honneur de Clara.

### Continuité
- L'épisode voit le retour du personnage de Rigsy introduit dans l'épisode À plat et celui d'Ashildr/Moi introduite dans le double épisode La Fin d'une vie/Une vie sans fin.
- Le Docteur consulte une fois de plus ses cartes de réponse, d'abord vues dans Au fond du lac dans le but d'annoncer plus délicatement à Rigsy sa mort imminente[2].
- L'épisode reparle plusieurs fois de la présence de Zygons parmi la population humaine comme expliqué dans le double épisode Vérité ou Conséquences.
- Rigsy se fait injecter une substance nommée « Retcon » et qui fut introduite dans la série dérivée de Doctor Who, Torchwood afin d'effacer la mémoire des gens rencontrant Torchwood ou ayant été témoin d'activité extra-terrestres[3].
- Parmi les extra-terrestres déguisés vivant dans la rue-piège, on voit un Sontarien, un Silurien, un Guerrier des glaces des Judoons, et un Ood donnant des soins à un Cyberman[4].
- Ashildr demande au Docteur son cadran de confessions, d'abord vu dans Le Magicien et son disciple et récupéré par le Docteur dans La Sorcière et son pantin[5],[6].
- Clara dit avoir une « relation amicale » avec l'écrivain Jane Austen. Dans l'épisode Le Magicien et son disciple, elle faisait déjà remarquer que celle-ci « embrasse très bien »[5].
- Clara mentionne son compagnon, Danny Pink, disant que s'il a pu faire face à la mort (comme dans Mort au paradis), alors elle le peut également[7].
- Quand Clara supplie le Docteur de ne pas se venger, elle lui dit de « ne pas être un guerrier... mais d'être un Docteur ». Ceci est le même conseil qu'elle a donné au onzième Docteur quand il devait détruire Gallifrey pour mettre fin à la Guerre du Temps dans Le Jour du Docteur[5].